# Hiperalgesia
Hiperalgesia, del griego ὑπέρ (huper, "sobre"), '-algesia' del griego algos, ἄλγος (dolor)) es una sensibilidad anormalmente aumentada al dolor, que puede estar causada por daños en los nociceptores o en los nervios periféricos y puede provocar hipersensibilidad al estímulo. Las prostaglandinas E y F son responsables en gran medida de la sensibilización de los nociceptores. El aumento temporal de la sensibilidad al dolor también se produce como parte del comportamiento de enfermedad, la respuesta evolucionada a la infección.

## Tipos
La hiperalgesia puede experimentarse en zonas focales y discretas o de forma más difusa, en todo el cuerpo. Los estudios de condicionamiento han establecido que es posible experimentar una hiperalgesia aprendida de esta última forma, difusa.
La forma focal suele estar asociada a lesiones y se divide en dos subtipos:
- La hiperalgesia primaria describe la sensibilidad al dolor que se produce directamente en los tejidos dañados.
- La hiperalgesia secundaria describe la sensibilidad al dolor que se produce en los tejidos circundantes no dañados.

La hiperalgesia inducida por opiáceos puede desarrollarse como resultado del uso prolongado de opiáceos en el tratamiento del dolor crónico. Diversos estudios en humanos y animales han demostrado que la hiperalgesia primaria o secundaria puede desarrollarse en respuesta a la exposición tanto crónica como aguda a los opiáceos. Este efecto secundario puede ser lo bastante grave como para justificar la interrupción del tratamiento con opioides. 

## Causas
La hiperalgesia es inducida por el factor activador de las plaquetas (PAF) que se produce en una respuesta inflamatoria o alérgica. Esto parece ocurrir a través de células inmunitarias que interactúan con el sistema nervioso periférico y liberan sustancias químicas que producen dolor (citocinas y quimiocinas).
Una causa poco habitual de hiperalgesia focal es el veneno de ornitorrinco.
Los consumidores prolongados de opiáceos (por ejemplo, heroína o morfina) y las personas que toman dosis elevadas de opiáceos para el tratamiento del dolor crónico pueden experimentar hiperalgesia y sentir un dolor desproporcionado con respecto a los hallazgos físicos, lo cual es una causa común de pérdida de eficacia de estos medicamentos con el paso del tiempo. Como puede ser difícil distinguirla de la tolerancia, la hiperalgesia inducida por opiáceos suele compensarse aumentando la dosis de opiáceo, lo cual puede empeorar el problema al aumentar aún más la sensibilidad al dolor. La hiperestimulación crónica de los receptores opioides provoca una alteración de la homeostasis de las vías de señalización del dolor en el organismo, con varios mecanismos de acción implicados. Uno de los principales es la estimulación del receptor de nociceptina, por lo que el bloqueo de este receptor puede ser un medio para prevenir la hiperalgesia.
La estimulación de las fibras nociceptivas en un patrón coherente con el de la inflamación activa una forma de amplificación en la médula espinal, la potenciación a largo plazo, que se produce donde las fibras del dolor hacen sinapsis con la vía del dolor, la sustancia gris central. La amplificación en la médula espinal puede ser otra forma de producir hiperalgesia.
La liberación de citocinas proinflamatorias, como la interleucina-1, por parte de leucocitos activados por lipopolisacáridos, endotoxinas y otras señales de infección también aumenta la sensibilidad al dolor como parte del comportamiento de enfermedad, la respuesta evolucionada a la enfermedad.

## Diagnóstico
Entre las pruebas sencillas de cabecera se incluyen la respuesta (intensidad y carácter del dolor) al hisopo de algodón, la presión con el dedo, el pinchazo, los estímulos fríos y calientes, por ejemplo, los rodillos térmicos metálicos a 20 °C y 40 °C, así como la cartografía de la zona de la anomalía.
Pueden utilizarse pruebas sensoriales cuantitativas para determinar los umbrales del dolor (la disminución del umbral del dolor indica alodinia) y las funciones estímulo/respuesta (el aumento de la respuesta al dolor indica hiperalgesia). La alodinia mecánica dinámica puede evaluarse utilizando un bastoncillo de algodón o un cepillo. Para evaluar la alodinia y la hiperalgesia por presión y punción se utiliza un algómetro de presión y monofilamentos estandarizados o estímulos de pinchazo ponderados, y para las pruebas térmicas, un probador térmico.

## Tratamiento
La hiperalgesia es similar a otros tipos de dolor asociados a la irritación o el daño nervioso, como la alodinia y el dolor neuropático, y por consiguiente puede responder al tratamiento estándar para estas afecciones, con diversos fármacos, como antidepresivos ISRS o tricíclicos,antiinflamatorios no esteroideos (AINE), glucocorticoides, gabapentina o pregabalina, antagonistas NMDA u opiáceos atípicos como el tramadol. Cuando la hiperalgesia se ha producido por dosis elevadas crónicas de opiáceos, la reducción de la dosis puede mejorar el tratamiento del dolor. Sin embargo, como ocurre con otras formas de dolor asociado a disfunción nerviosa, el tratamiento de la hiperalgesia puede ser un reto clínico, y encontrar un fármaco o una combinación de fármacos adecuados que sean eficaces para un paciente concreto puede requerir ensayo y error. Se ha demostrado que el uso de un dispositivo de estimulación nerviosa eléctrica transcutánea alivia la hiperalgesia.